# 艾坦 (密蘇里州)
艾坦（英語：Iatan）是位於美國密蘇里州普拉特縣的村。

## 人口
根據2020年美國人口普查的數據，艾坦的面積為0.56平方千米，皆為陸地。當地共有人口39人，而人口密度為每平方千米70人。